# Andreaskruis (filatelie)

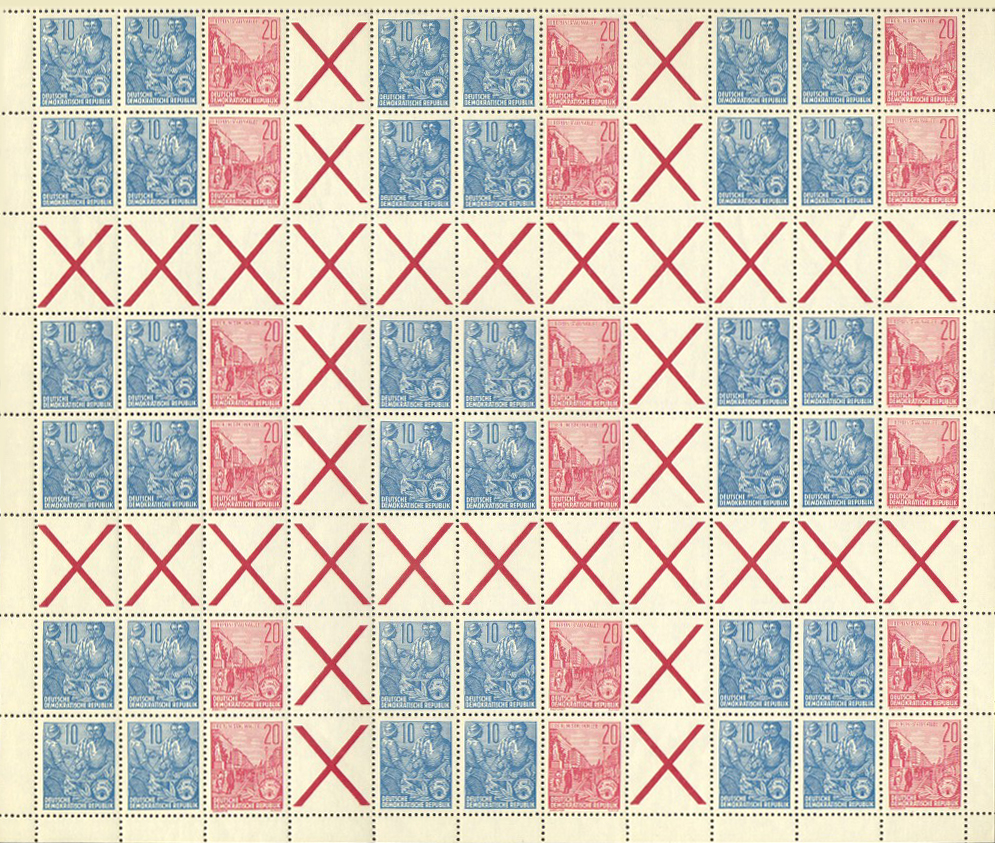
Een velletje DDR-zegels met andreaskruizen erop

Een andreaskruis (X) wordt bij postzegels gebruikt om een "lege zegel" in een vel postzegels op te vullen. Dit moest voorkomen dat zo'n blanco zegel zou worden gebruikt om een postzegel te vervalsen. De blanco zegel heeft immers alle eigenschappen van een echte postzegel (papier, gom, tanding) behalve de afbeelding. Ook moet het kruis misverstanden voorkomen over dat er "een postzegel te weinig" is geleverd.
Zo'n lege zegel met andreaskruis werd gebruikt om een rond bedrag te krijgen als optelsom van de frankeerwaarde van de postzegels op een vel.
Een andreaskruis werd in Nederland jarenlang gebruikt in postzegelboekjes, om een lege plek op te vullen. Zo'n lege plek ontstond bij een oneven aantal postzegels in het postzegelboekje. Zodoende kunnen postzegels uit zo'n postzegelboekje voorkomen in combinatie met een andreaskruis. Combinaties van verschillende postzegels die aan elkaar vast zitten worden verzameld, zo ook een combinatie van een postzegel met een andreaskruis(zegel).